# Lochgelly United Football Club
Maillots
Lochgelly United Football Club est un ancien club de football écossais basé à Lochgelly, Fife et qui a été actif entre 1890 et 1928, membre de la Scottish Football League entre 1914 et 1926. 

## Histoire
Le club a été fondé en 1890, de la fusion de deux clubs locaux, Lochgelly Athletics (fondé en 1886) et Fifeshire Hibernian (fondé en 1889), jouant au Schools Park jusqu'en 1901. Ils adhérèrent à la Northern League puis à la Central Football League, mais ne jouèrent que des matches amicaux et de coupe entre 1898 et 1902. Ils déménagèrent au Reids Park jusqu'en 1910 puis au Recreation Ground, situé dans la ville voisine de Cowdenbeath.
Ils intégrèrent la Scottish Football League en 1914, jouant en Division 2, mais cette compétition fut arrêtée dès la saison suivante à cause de la Première Guerre mondiale. Ils la réintégrèrent dès sa recréation en 1921, ayant joué en Eastern Football League (en) et en Central Football League entre-temps. 
Ils connurent une saison 1923-24 calamiteuse, établissant deux records, celui du plus grand nombre de défaites (30) et du plus petit nombre de buts marqués (20) et furent alors relégués en Division 3 pour la saison 1924-25 mais quittèrent la ligue deux ans après, à la suite de l'arrêt de la Division 3. Ils rejoignirent alors la Scottish Football Alliance pour deux années avant de disparaître en 1928.